# T. J. Shorts
Timothy Neocartes «T. J.» Shorts II (Irvine, California, 19 de junio de 1997) es un baloncestista estadounidense, nacionalizado macedonio, que pertenece a la plantilla del Panathinaikos B. C. de la A1 Ethniki griega. Con 1,75 metros de estatura, juega en la posición de base. Es internacional con la selección de Macedonia del Norte desde 2022.

## Trayectoria deportiva

### Universidad
Tras jugar dos años en el community college de Saddleback, en Mission Viejo (California), en los que promedió 12,3 puntos y 3,9 rebotes por partido, jugó dos temporadas con los Aggies de la Universidad de California en Davis, en las que promedió 15 puntos, 4,8 asistencias, 4,2 rebotes y 1,8 robos de balón por partido. En 2018 fue elegido mejor debutante de la Big West Conference y además Jugador del Año de la conferencia.

### Profesional
Tras no ser elegido en el Draft de la NBA de 2019, en el mes de octubre firmó su primer contrato profesional con los BK Ventspils de la recién creada LEBL, fusión de las ligas de Lituania y Estonia. En su primera temporada, y hasta el parón por el coronavirus, promedió 12,8 puntos y 5,5 asistencias por partido.
En la temporada 2020-21, forma parte de la plantilla del Hamburg Towers de la BBL, la primera división alemana.
El 14 de julio de 2021, cambia de equipo y firma por el Crailsheim Merlins de la misma liga.
El 23 de junio de 2022, firma por el Telekom Baskets Bonn de la BBL, la primera división alemana. Esa temporada gana la liga alemana, siendo nombrado MVP de la competición y además se proclama campeón de la Basketball Champions League, donde es nombrado MVP de la temporada regular y de la Final Four.
El 8 de julio de 2023 firmó con el Paris Basketball de la LNB Pro A un contrato de dos años. En su primera temporada en París, gana la Eurocup, siendo nombrado MVP de la fase regular y de las Finales, gana también la Copa de Francia, siendo elegido MVP, y es nombrado MVP de la fase regular de la Pro A.
El 26 de junio de 2025 firma por dos temporadas con el Panathinaikos B. C. de la A1 Ethniki griega.

## Selección nacional
A mediados de 2022 recibió la ciudadanía macedonia, por lo que en noviembre de ese año fue convocado por el entrenador de la selección de baloncesto de Macedonia del Norte para jugar en las ventanas de la clasificación al Eurobasket de 2025.